# Zalakomár
Zalakomár är en ort i Ungern.   Den ligger i provinsen Zala, i den västra delen av landet, 180 km sydväst om huvudstaden Budapest. Zalakomár ligger 124 meter över havet och antalet invånare är 3 103.
Terrängen runt Zalakomár är platt. Runt Zalakomár är det ganska glesbefolkat, med 23 invånare per kvadratkilometer. Närmaste större samhälle är Nagykanizsa, 17,3 km sydväst om Zalakomár. I omgivningarna runt Zalakomár växer i huvudsak blandskog.